# Voordeelurenabonnement
Het Voordeelurenabonnement, voorheen Voordeelurenkaart en daarvoor Rail-Aktief-Kaart, is een abonnement van de Nederlandse Spoorwegen.
De voorwaarden zijn per 1 januari 2021 gelijkgetrokken met die van Dal Voordeel.

## Geschiedenis
De Spoorwegen verkochten van 1979 tot ongeveer 1992 de NS-Kortingkaart. Deze bood alle dagen en uren korting op enkele reizen, retours en week- en maandabonnementen, met wisselende kortingpercentages, soms ook verschillend per soort vervoerbewijs.
In 1981 kwam er de Dalurenkaart, die niet per persoon maar per gezin werd verkocht.
De NS-Jongerenkaart werd op 1 april 1988 ingevoerd en een jaar later verving de NS-Rail-Aktief-Kaart de Dalurenkaart. Deze kaarten waren goedkoper dan de NS-kortingkaart, maar boden alleen de kortingen op enkele reizen en retours, en bovendien pas vanaf 9 uur. Ook gaf het abonnement 40% korting op de sneltreinbus en sinds 1994 eerst ook op de  Interliner. 
De NS-Voordeelurenkaart verving rond 1995 de NS-Jongerenkaart, NS-Railaktiefkaart en de NS-60+ Seniorenpas. De NS-Railaktiefkaart was vergelijkbaar met het Voordeelurenabonnement, de NS-Jongerenkaart was een goedkopere versie voor jongeren en de NS-60+ Seniorenpas kostte evenveel als een NS-Railaktiefkaart maar bood gratis vrije reisdagen, die nu keuzedagen worden genoemd. De Voordeelurenkaart werd in 2008 vervangen door het Voordeelurenabonnement, dat wordt geladen op een persoonlijke OV-chipkaart. Met deze kaart kan men ook reizen (op saldo of met een ander abonnement) in het stads- en streekvervoer.
Dit abonnement werd sinds 1 augustus 2011 niet meer verkocht. NS wilde reizigers meer spreiden over de dag en gaf daartoe bij nieuwe abonnementen geen korting meer tijdens de avondspits, wat wel bij het Voordeelurenabonnement hoorde. Als alternatief kwam er het Dal Voordeel-abonnement. Bestaande voordeelurenabonnementen konden nog steeds verlengd worden en konden ook overgezet worden op een nieuwe OV-chipkaart wanneer de geldigheid daarvan afliep of bij verlies, diefstal of een defect. Als men een ander NS-abonnement aanschafte en het Voordeelurenabonnement wilde behouden dan moet dat op een andere persoonlijke OV-chipkaart worden gezet, anders was men definitief het Voordeelurenabonnement kwijt.

## Kenmerken
- 40% korting bij de NS en de andere treinvervoerders tijdens de voordeeluren. Er wordt op saldo gereisd.
- Het instaptarief is 10 euro. Om te kunnen inchecken is minimaal 6 euro reissaldo noodzakelijk, omdat een OV-chipkaart na aftrek van het instaptarief maximaal 4 euro in de min kan staan.
- Samenreiskorting
- 60-plussers kunnen aanvullend een aantal keuzedagen kopen en op de OV-chipkaart laden. Voor een vervaldatum tot en met 16 juli 2013 werden daarvoor papieren kaartjes geleverd. De Keuzedag VDU geeft vrij reizen op doordeweekse dagen na de ochtendspits, in het weekend de hele dag. Deze keuzedagkaart is in de maanden juli en augustus de hele dag geldig.[6] Daarnaast biedt NS de groep ouderen die moeite heeft met het gebruik van de digitale keuzedagen de mogelijkheid om in plaats van de keuzedagen de iets duurdere dag-voordeelurenkaarten te kopen. Dit betreft zeven eenmalige chipkaarten, die tegelijk worden verkocht en die niet aan een periode van twee maanden zijn gekoppeld.[7]
- Bij een Voordeelurenabonnement kon tot 10 december 2023 een RailPluskaart worden gekocht. 60-plussers konden een RailPluskaart aanvragen, die zij gratis kregen.
- Op de OV-chipkaart staat de geldigheidsperiode van de OV-chipkaart en niet die van het abonnement. Het kan met de geldigheidschecker op NS.nl worden gecontroleerd dat een abonnement nog geldig is.

## E-ticket
Bij het boeken voor een internationale reis worden voor de aansluitende binnenlandse trajecten E-tickets uitgegeven, ook met korting, waarmee voor de reis van het eigens station naar het station voor de internationale verbinding kan worden in- en uitgecheckt. In- en uitchecken voor een internationale reis is niet van toepassing. Voor internationaal reizen met korting geldt alleen de regel dat men van maandag tot en met vrijdag niet voor 9.00 uur mag reizen. De RailPluskorting van 15% kan wél in de ochtendspits worden gebruikt. Er bestaat geen middagspits.

## Voordeeluren tot 2021
- maandag tot en met vrijdag vanaf 9.00 uur 's morgens tot 6.30 uur de volgende dag,
- tijdens het weekend de hele dag,
- in de maanden juli en augustus de hele dag.

Het was ook tijdens de volgende feestdagen mogelijk om voor 9.00 uur met korting reizen: Goede Vrijdag, Tweede Paasdag, Koningsdag, Bevrijdingsdag, die eens in de 5 jaar, Hemelvaartsdag en de dag erna, tweede pinksterdag en van 25 december tot en met 1 januari.
In de voordeeluren, niet te verwarren met de daluren, geldt de 40% korting niet alleen voor het Voordeelurenabonnement, maar ook als korting met een Grensabonnement buiten het vaste traject.